# 双头鹰

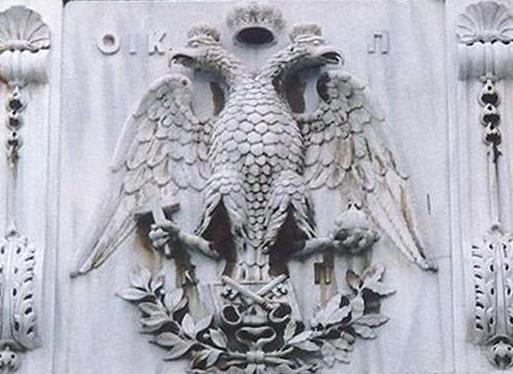
帕里奧洛加斯皇朝時的拜占庭國徽

雙頭鷹或作雙頭鵰（希臘語：Δικέφαλος αετός），是一個常見於歐洲各國徽章和旗幟的圖案。時至今日，雙頭鷹的圖案還留在若干斯拉夫和東歐國家的國徽或旗幟上，而他們的雙頭鷹歷史則多是引用自拜占庭帝國（東羅馬）的國徽。

## 拜占庭雙頭鷹
今日大部分歐洲國徽的雙頭鷹都是源自拜占庭帝國的國徽版本。而拜占庭皇室原來只是沿用羅馬帝國單頭鷹的標誌。在伊萨克一世在位時，帝國改用雙頭鷹作為國徽。其原因是為了顯示帝國領土的地理特性，也即是拜占庭繼承了罗马帝国在欧洲和亚洲东西两部分的領土。

## 使用
以下國家、地區和組織曾經或正在使用雙頭鷹作為國家標誌一部分。

### 在現今的國徽上

#### 大国徽

阿爾巴尼亞国徽
塞尔维亚国徽
俄羅斯聯邦国徽
黑山国徽

#### 小国徽

塞尔维亚国徽
俄羅斯聯邦国徽
黑山国徽

#### 地方行政区徽章

俄罗斯顿涅茨克人民共和国国徽
乌克兰切尔尼戈夫州州徽
荷兰格罗宁根徽章
比利时安特卫普省省徽
比利时尼诺弗徽章
印度卡纳塔克邦邦徽
苏格兰珀斯徽章[2]
德国吕贝克市徽
德国吕贝克市徽
玻利维亚波托西省省徽
玻利维亚波托西市徽

### 在過往的國徽上

#### 古代

拜占庭帝國國徽
巴列奥略王朝国徽
巴列奥略王朝国徽
巴列奥略王朝国徽
神聖羅馬帝國國徽
神聖羅馬帝國國徽
神聖羅馬帝國國徽
神聖羅馬帝國國徽
神聖羅馬帝國國徽
神聖羅馬帝國國徽
神圣罗马帝国大国徽
哈布斯堡王朝徽章
德意志邦聯國徽

#### 近現代

俄羅斯帝國國徽
南斯拉夫王國國徽
塞爾維亞和黑山國徽
塞爾維亞和黑山國徽（其他版本）
塞尔维亚国徽
塞尔维亚国徽
塞爾維亞克拉伊納共和國國徽
塞爾維亞克拉伊納共和國國徽
塞族共和國國徽
克罗地亚省徽章
東斯拉沃尼亞、巴蘭尼亞和西斯雷姆塞爾維亞人自治州徽章
阿尔巴尼亚独立国（英语：Independent Albania）國徽
阿尔巴尼亚科尔萨自治共和国（英语：Autonomous Albanian Republic of Korçë）國徽
阿爾巴尼亞公國國徽
阿尔巴尼亚共和国国徽
阿爾巴尼亞王國國徽
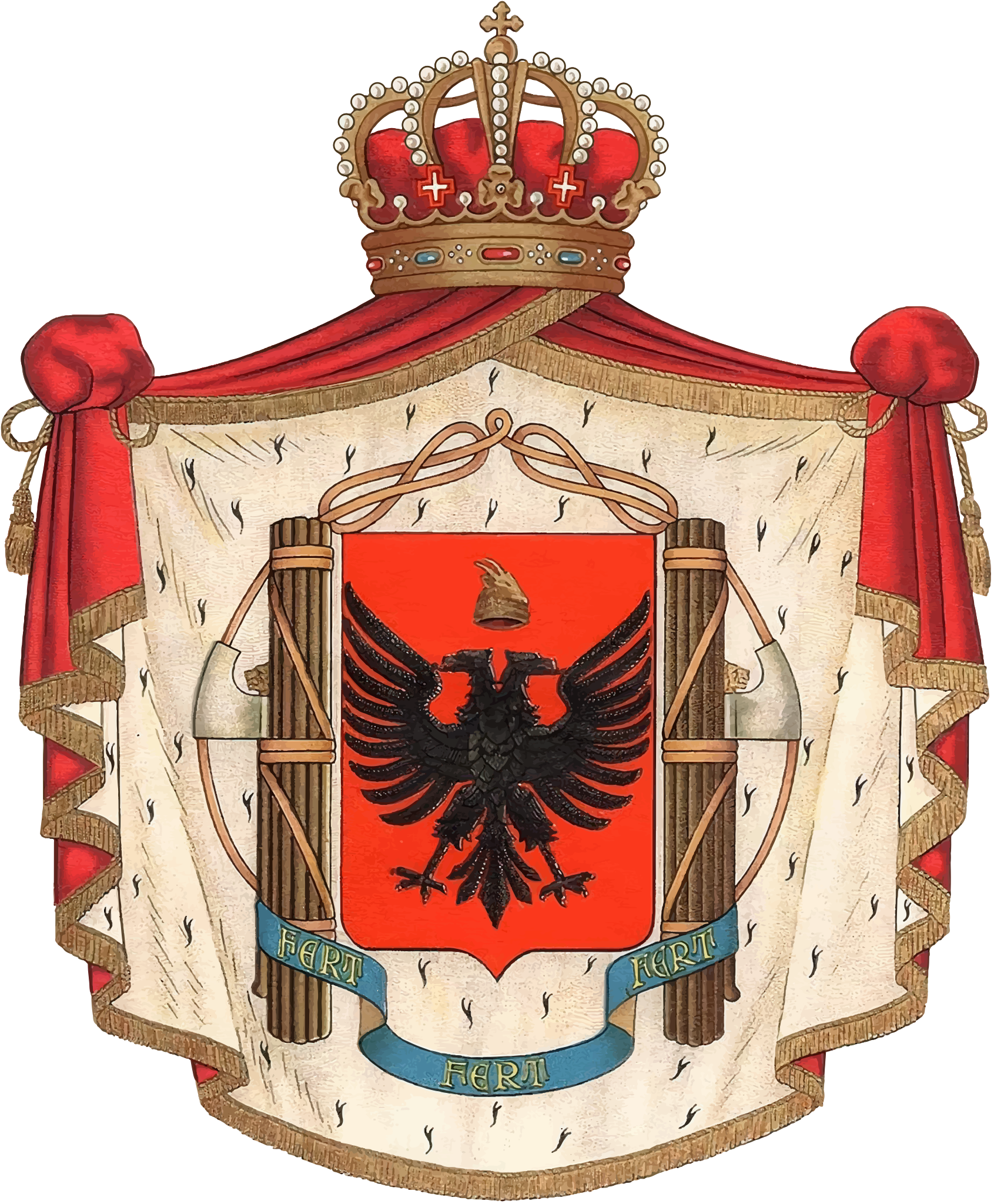
阿尔巴尼亚意占时期國徽
阿尔巴尼亚德占时期國徽
阿爾巴尼亞人民共和國國徽
阿爾巴尼亞國徽
奧地利帝國國徽
奧地利聯邦國國徽
北伊庇鲁斯自治共和国国徽

### 其他徽章

#### 俄罗斯

伊凡三世徽章
伊凡四世徽章
罗曼诺夫王朝国徽
俄罗斯帝国大国徽
俄国临时政府国徽
俄国临时政府国徽
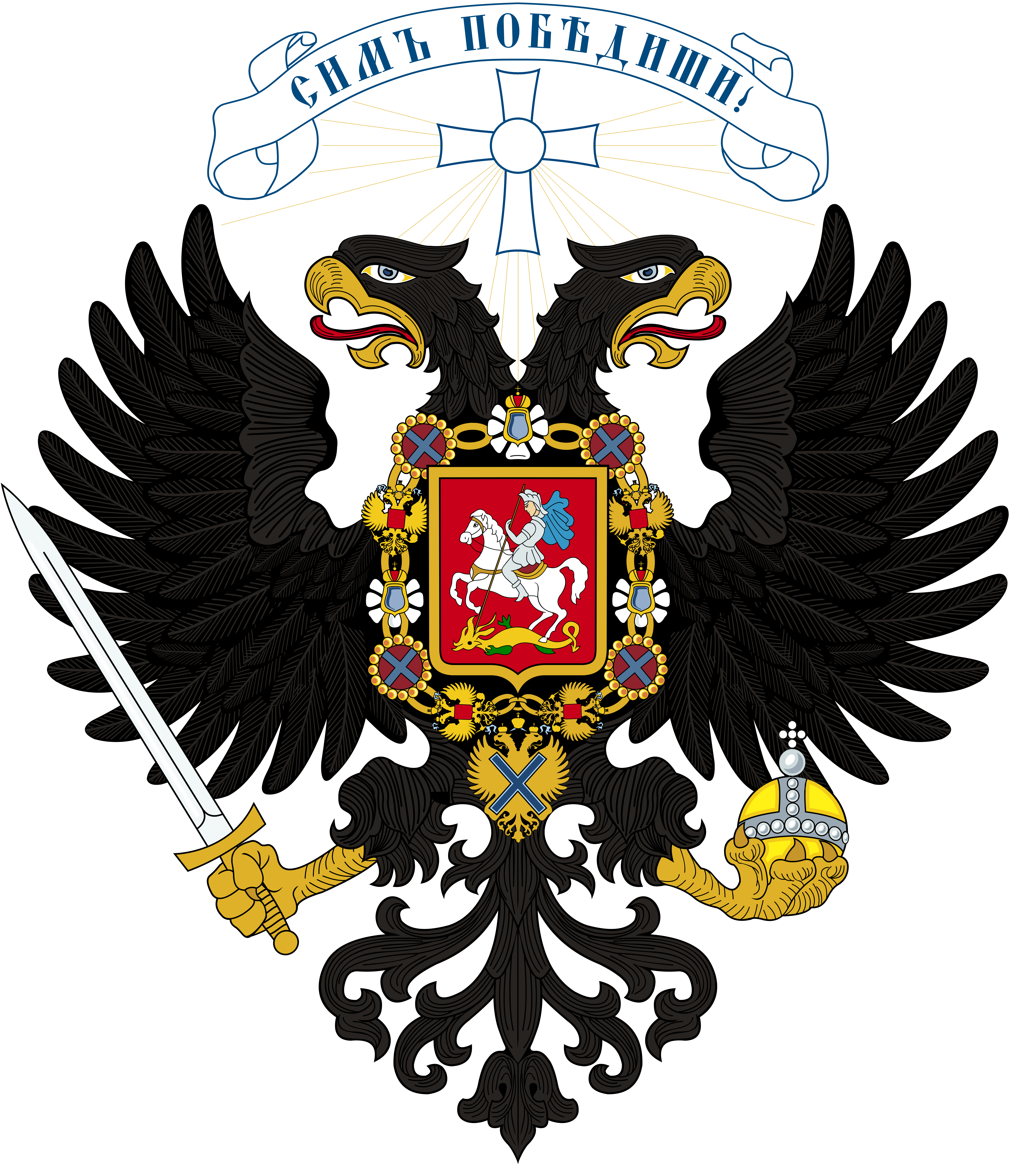
臨時全俄羅斯政府国徽

俄罗斯沙皇国
俄罗斯帝国
俄美公司

俄羅斯聯邦總統徽章
俄羅斯中央選舉委員會徽章
俄羅斯外交部徽章
俄羅斯國防部徽章
俄羅斯內務部徽章
俄羅斯財政部徽章
俄羅斯衛生部徽章
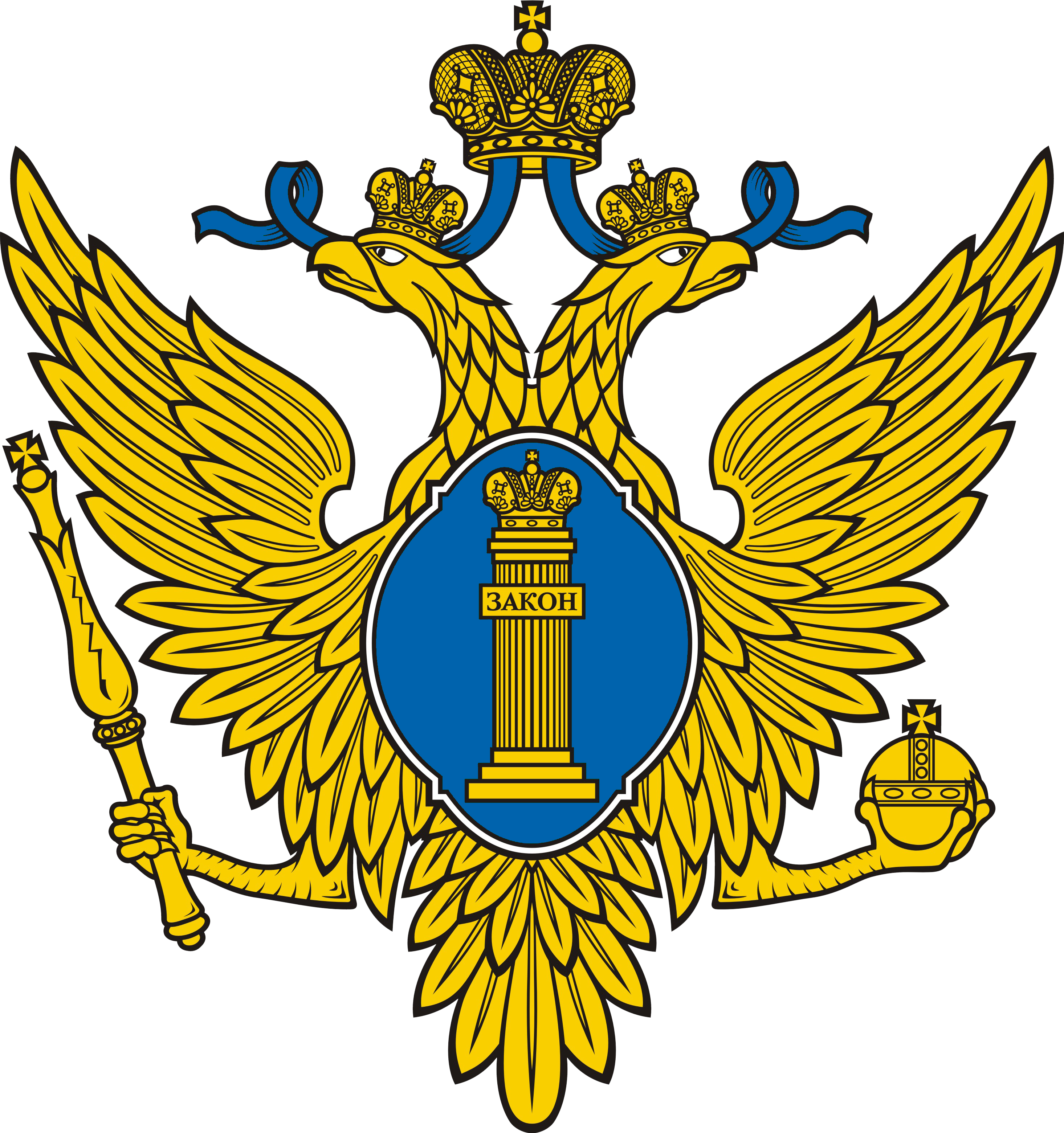
俄羅斯司法部（俄语：Министерство юстиции Российской Федерации）徽章（旧版）
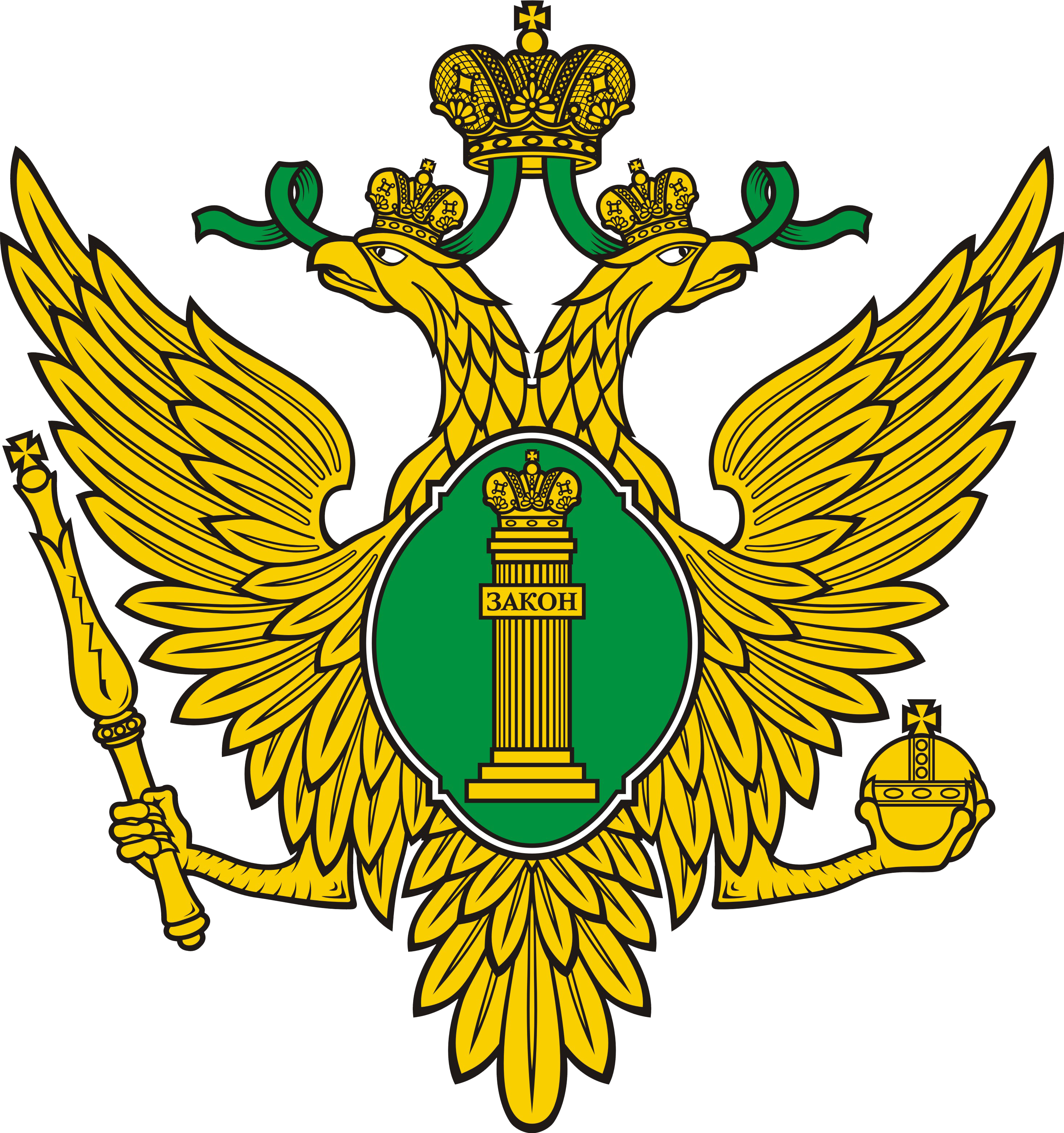
俄羅斯司法部（俄语：Министерство юстиции Российской Федерации）徽章（新版）
俄羅斯文化部徽章
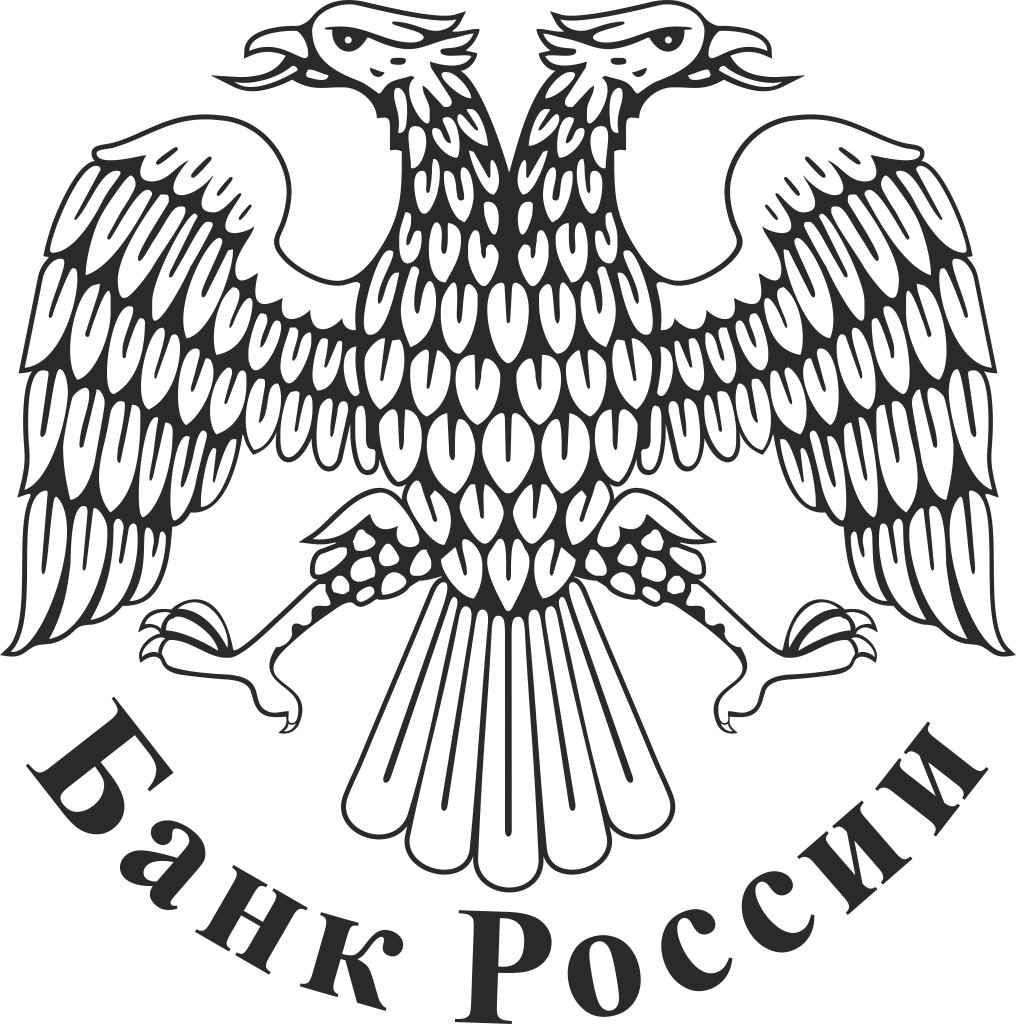
俄羅斯中央銀行廠徽
俄羅斯緊急情況部徽章
俄羅斯經濟發展部徽章
俄罗斯教育科学部徽章
俄羅斯交通運輸部徽章
俄罗斯远东发展部（英语：Ministry for the Development of the Russian Far East and Arctic）徽章
俄罗斯数字发展、通信与大众传媒部徽章
俄羅斯農業部徽章
俄羅斯聯邦安全會議徽章
俄羅斯聯邦安全局徽章
俄罗斯对外情报局徽章
俄羅斯聯邦海關局（俄语：Федеральная таможенная служба）徽章
俄羅斯大地測量和製圖局（俄语：Федеральное агентство геодезии и картографии）徽章
俄羅斯聯邦鐵路局（俄语：Федеральное агентство железнодорожного транспорта）徽章
俄羅斯聯邦漁業局（俄语：Федеральное агентство по рыболовству）徽章
俄罗斯联邦武装力量军徽
俄罗斯最高法院院徽
俄羅斯最高仲裁法院院徽
俄罗斯联邦武装力量总参谋部徽章
俄羅斯陸軍軍徽
俄羅斯海軍軍徽
俄羅斯空天軍軍徽
俄羅斯空降軍軍徽
俄羅斯戰略火箭軍軍徽
俄羅斯聯邦武裝力量特種作戰部隊隊徽
科斯特罗马州州徽（俄语：Герб Костромской области）
奥廖尔州州徽（俄语：Герб Орловской области）
斯塔夫罗波尔边疆区区徽（俄语：Герб Ставропольского края）

#### 蒙特內哥羅

蒙特內哥羅總統陆上旗帜
蒙特內哥羅總統海上旗帜
蒙特內哥羅海軍軍旗
蒙特內哥羅海軍舰艏旗
蒙特內哥羅民族主義者用旗

蒙特內哥羅公國
蒙特內哥羅王國

蒙特內哥羅总理徽章
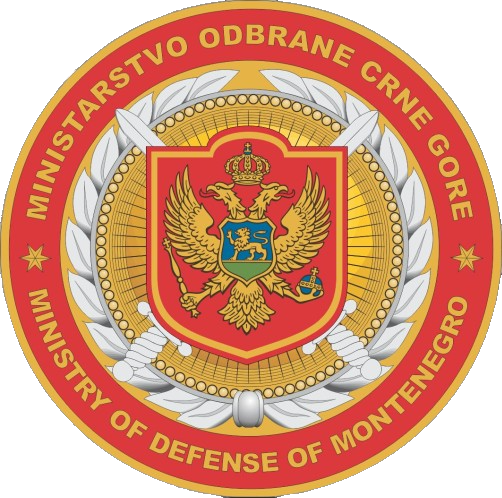
蒙特內哥羅國防部（英语：Ministry of Defence (Montenegro)）徽章

#### 塞尔维亚

塞尔维亚国旗（其他版本）
塞尔维亚总统旗帜
塞尔维亚总统旗帜（其他版本）
塞尔维亚武装力量軍旗
塞爾維亞陸軍軍旗
塞尔维亚海军军旗
塞爾維亞空防軍軍旗
伏伊伏丁那旗帜（传统版本）
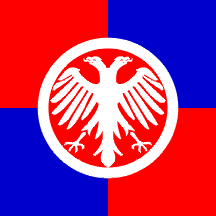
代斯波托瓦茨市旗
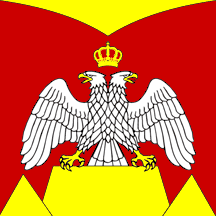
米奧尼察市旗

塞爾維亞王國政府旗
塞爾維亞救國政府
塞尔维亚克拉伊纳共和国
塞尔维亚共和國（其他版本）
塞爾維亞共和國
塞爾維亞伏伊伏丁那

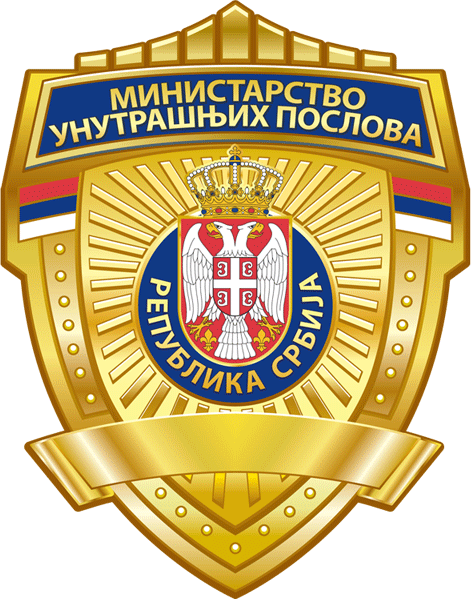
塞尔维亚内务部徽章
塞爾維亞國防部徽章
塞尔维亚武装力量军徽
塞爾維亞陸軍（英语：Serbian Army）軍徽
塞爾維亞空防軍軍徽
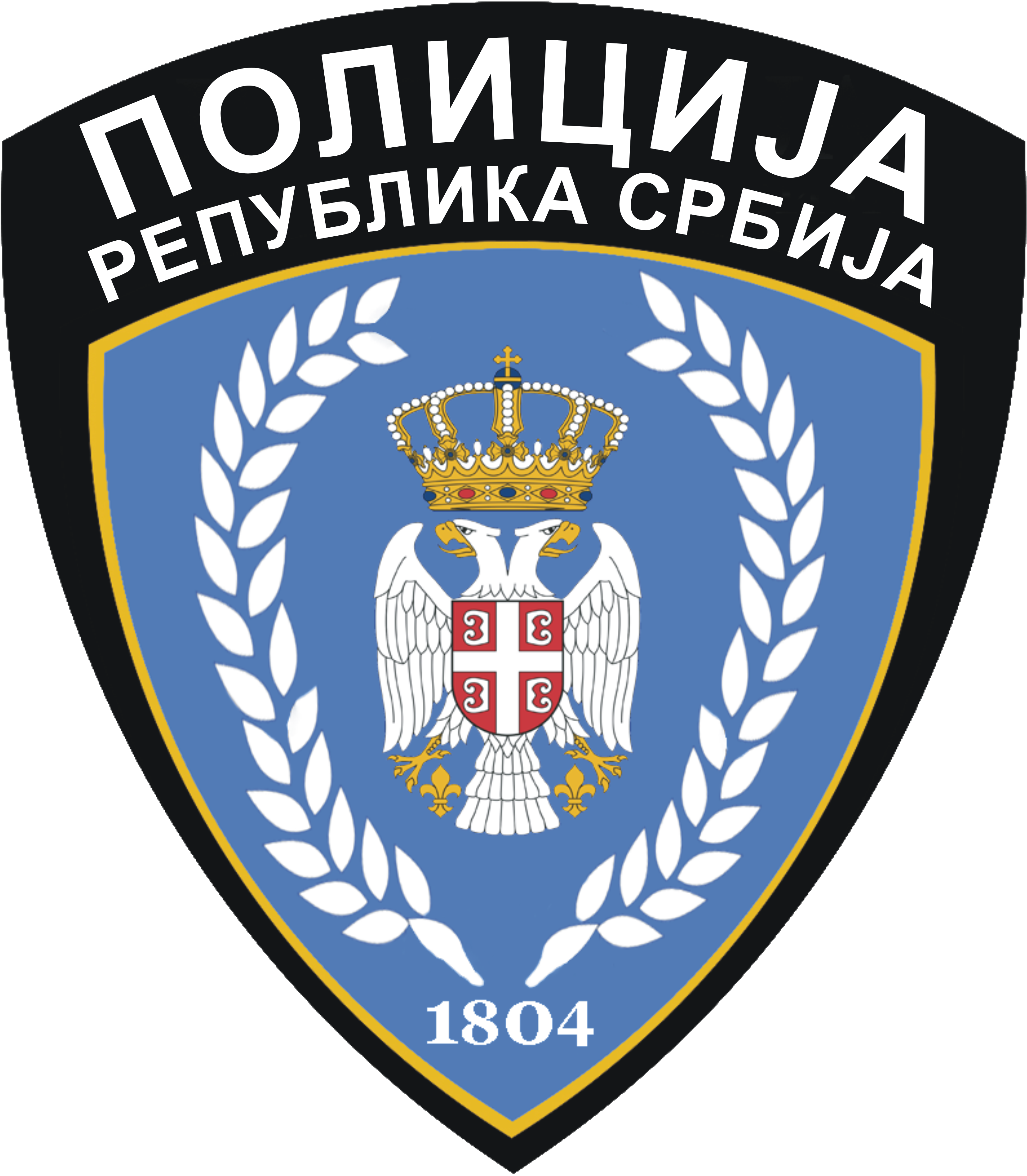
塞爾維亞警察（英语：Police of Serbia）警徽
伏伊伏丁那省徽

#### 阿尔巴尼亚

阿尔巴尼亚总统旗帜（舊版本）
阿爾巴尼亞總統旗幟（新版本）
阿爾巴尼亞政府船旗
阿爾巴尼亞陸軍軍旗
阿爾巴尼亞海軍軍旗
阿爾巴尼亞空軍軍旗
阿爾巴尼亞警察警旗

阿爾巴尼亞公國
阿爾巴尼亞公國
阿爾巴尼亞公國
阿爾巴尼亞公國
阿爾巴尼亞共和國
阿爾巴尼亞王國
阿爾巴尼亞王國
阿爾巴尼亞王國
阿爾巴尼亞王國
阿爾巴尼亞王國
民主阿爾巴尼亞
阿爾巴尼亞人民共和國
阿爾巴尼亞社會主義人民共和國

阿爾巴尼亞總統徽章
阿爾巴尼亞總理徽章
阿爾巴尼亞內閣（英语：Council of Ministers (Albania)）标志
阿爾巴尼亞外交部（英语：Ministry for Europe and Foreign Affairs (Albania)）徽章（舊版）
阿爾巴尼亞憲法法院（英语：Constitutional Court of Albania）院徽
阿爾巴尼亞總檢察長（英语：Prosecutor General (Albania)）徽章
阿爾巴尼亞武裝力量軍徽
阿爾巴尼亞武裝力量總參謀部（英语：General Staff of the Armed Forces (Albania)）徽章
阿爾巴尼亞陸軍（英语：Albanian Land Force）軍徽
阿尔巴尼亚海军（英语：Albanian Naval Force）军徽
阿尔巴尼亚空军军徽
阿爾巴尼亞軍事警察（英语：Military Police (Albania)）警徽
阿爾巴尼亞支援司令部（英语：Support Command (Albania)）徽章
阿爾巴尼亞訓練與準則司令部（英语：Training and Doctrine Command (Albania)）徽章

#### 克羅埃西亞

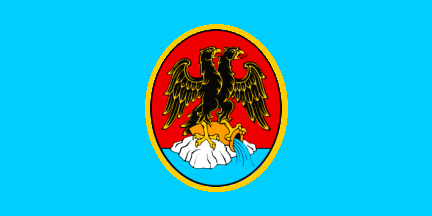
里耶卡市旗

里耶卡市徽

#### 南斯拉夫

南斯拉夫王国军舰旗

南斯拉夫軍隊軍徽
塞爾維亞和蒙特內哥羅武裝力量（英语：Armed Forces of Serbia and Montenegro）軍徽
塞爾維亞和蒙特內哥羅陸軍（英语：Ground Forces of Serbia and Montenegro）軍徽
塞爾維亞和蒙特內哥羅海軍（俄语：Военно-морские силы СР Югославии）軍徽
塞爾維亞和蒙特內哥羅空軍（英语：Air Force of Serbia and Montenegro）軍徽

#### 其他

利奥波德二世徽章和弗朗西斯二世徽章
季米特里奧斯·帕里奧洛格斯（英语：Demetrios Palaiologos）徽章
切尔尼戈夫州州徽
阿納姆市徽
纳尔登市徽
希臘陸軍軍徽
賽普勒斯教會教徽

### 其他国徽

新俄羅斯聯邦國徽
盧甘斯克人民共和国国徽
顿涅茨克人民共和国国徽
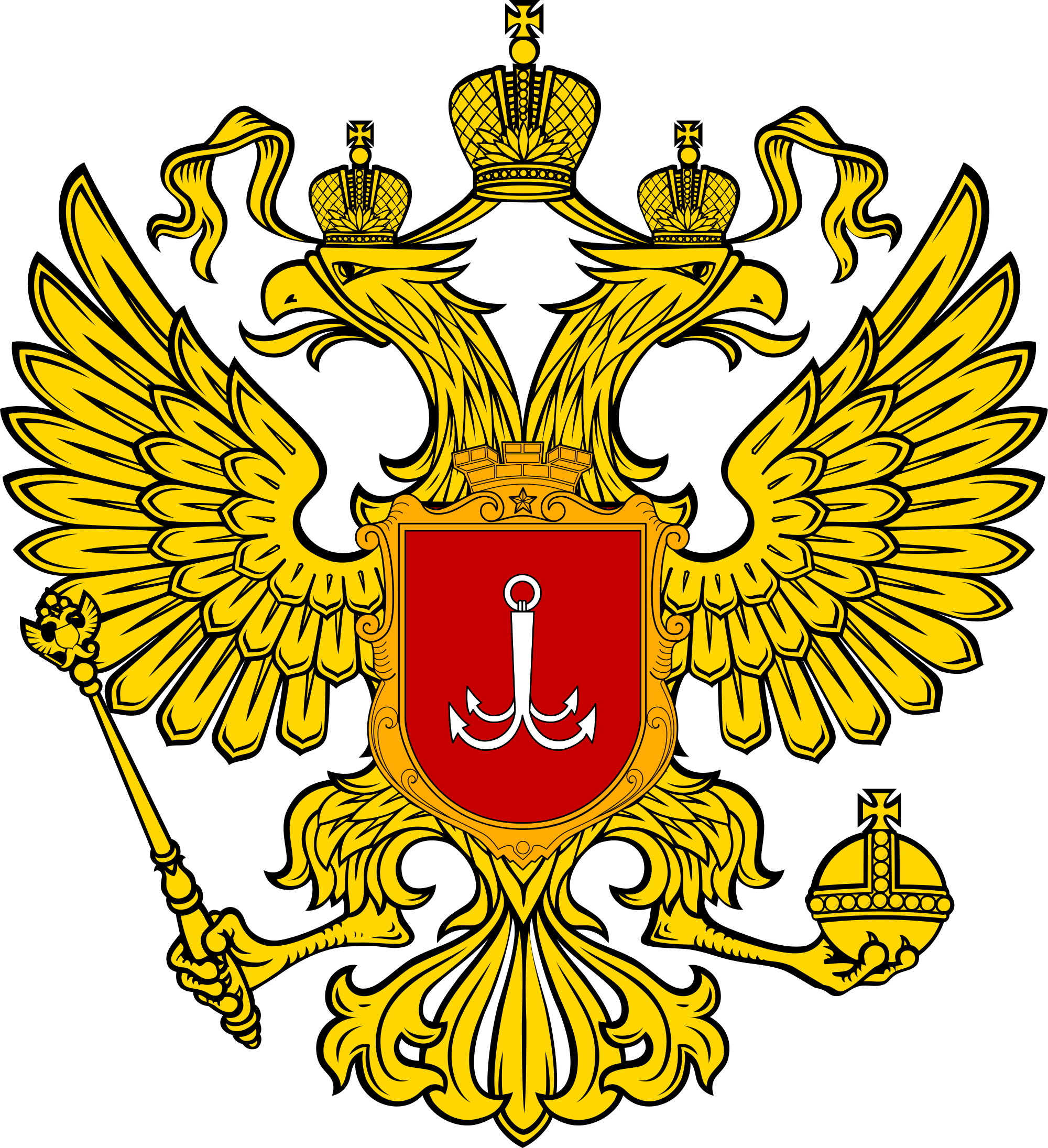
敖德薩人民共和國國徽
哈爾科夫人民共和國國徽

### 相关国徽

#### 俄罗斯
- 伊凡三世徽章
- 伊凡四世徽章
- 罗曼诺夫王朝国徽
- 俄罗斯帝国大国徽
- 俄国临时政府国徽
- 俄国临时政府国徽
- 臨時全俄羅斯政府国徽

#### 蒙特內哥羅

蒙特內哥羅国徽（1696–1852）
蒙特內哥羅公国国徽（1852－1910）
蒙特內哥羅王国国徽（1910－1918）
蒙特內哥羅共和国国徽（1992－2004）

### 在現今的國旗上

阿爾巴尼亞國旗
塞爾維亞國旗
蒙特內哥羅國旗

### 其他旗帜

#### 俄罗斯

俄罗斯总统旗帜
俄羅斯外交部旗幟
俄罗斯国防部旗帜
俄羅斯聯邦國防部長（俄语：Министр обороны Российской Федерации）旗幟
俄羅斯內務部旗幟
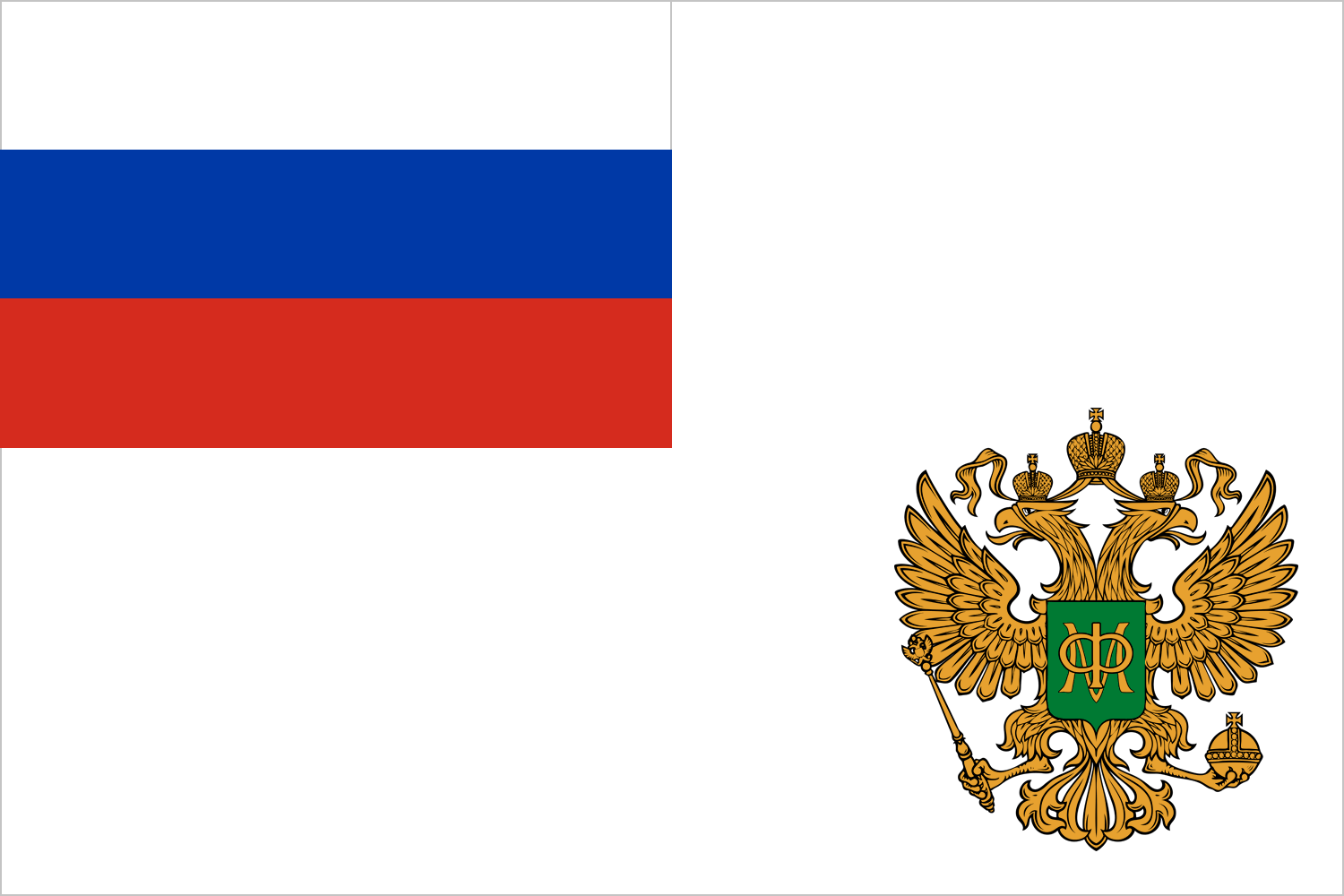
俄羅斯財政部旗幟
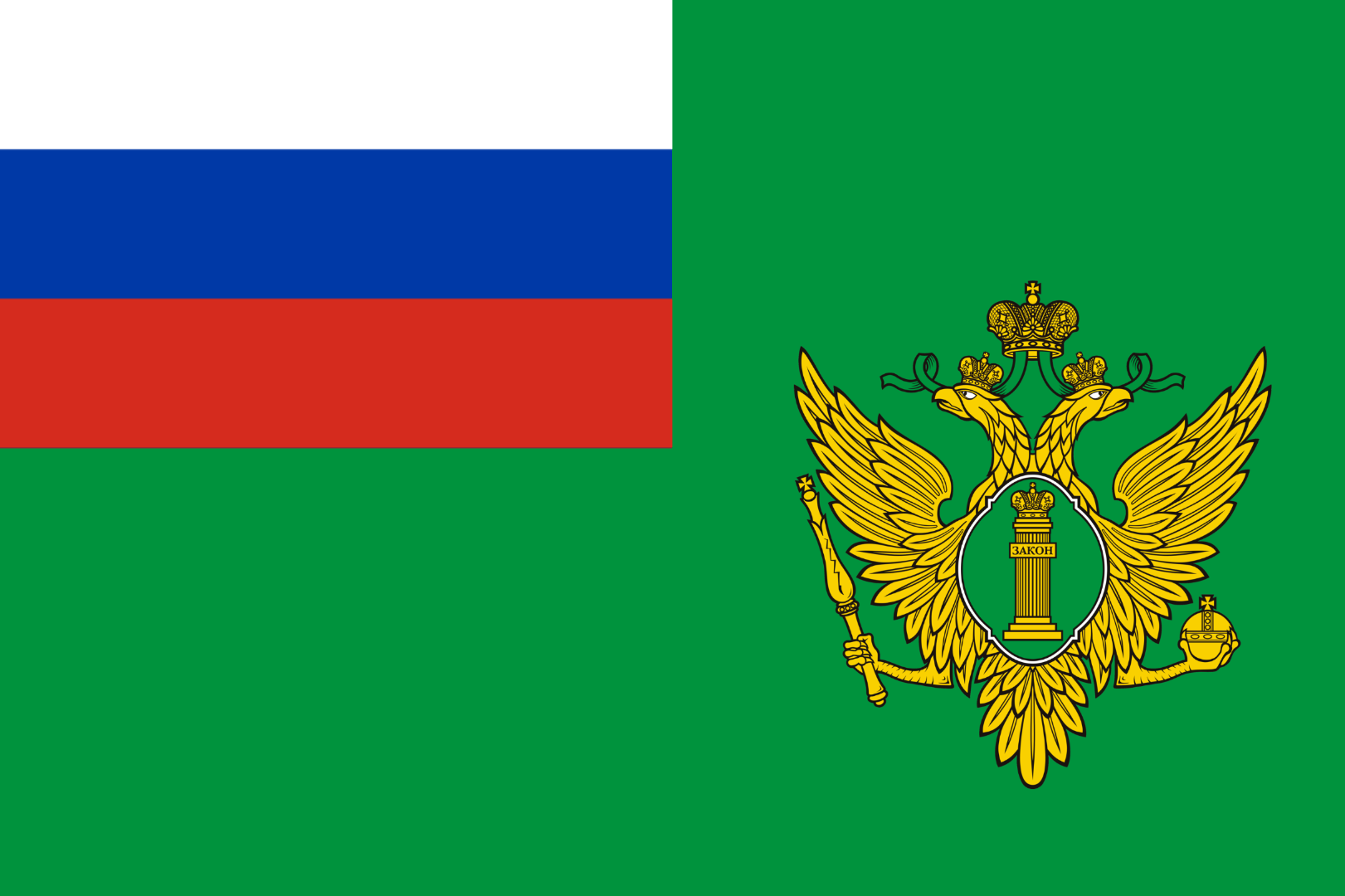
俄羅斯司法部（俄语：Министерство юстиции Российской Федерации）旗幟
俄羅斯交通運輸部旗幟
俄罗斯远东发展部（英语：Ministry for the Development of the Russian Far East and Arctic）旗幟
俄羅斯聯邦安全局旗幟
俄罗斯对外情报局旗帜
俄罗斯联邦武装力量军旗（正面）
俄罗斯联邦武装力量军旗（背面）
俄羅斯軍隊總參謀長旗幟
俄罗斯陆军军旗（正面）
俄罗斯陆军军旗（背面）
俄羅斯陸軍總司令（俄语：Главнокомандующий сухопутными войсками Российской Федерации）旗幟
俄罗斯海军军旗
俄羅斯海軍總司令（俄语：Список главнокомандующих военным флотом России）旗幟
俄羅斯空天軍軍旗（正面）
俄羅斯空天軍軍旗（背面）
俄羅斯空天軍總司令（俄语：Главнокомандующий воздушно-космическими силами Российской Федерации）旗幟
俄罗斯边防军军旗
俄罗斯警察警旗

#### 蒙特內哥羅
- 蒙特內哥羅總統陆上旗帜
- 蒙特內哥羅總統海上旗帜
- 蒙特內哥羅海軍（英语：Montenegrin Navy）軍旗
- 蒙特內哥羅海軍（英语：Montenegrin Navy）舰艏旗
- 蒙特內哥羅民族主義者用旗

#### 塞尔维亚
- 塞尔维亚国旗（其他版本）
- 塞尔维亚总统旗帜
- 塞尔维亚总统旗帜（其他版本）
- 塞尔维亚武装力量軍旗
- 塞爾維亞陸軍（英语：Serbian Army）軍旗
- 塞尔维亚海军（英语：Serbian River Flotilla）军旗
- 塞爾維亞空防軍軍旗
- 伏伊伏丁那旗帜（传统版本）
- 代斯波托瓦茨市旗
- 米奧尼察市旗

#### 阿尔巴尼亚
- 阿尔巴尼亚总统旗帜（舊版本）
- 阿爾巴尼亞總統旗幟（新版本）
- 阿爾巴尼亞政府船旗
- 阿爾巴尼亞陸軍（英语：Albanian Land Force）軍旗
- 阿爾巴尼亞海軍（英语：Albanian Naval Force）軍旗
- 阿爾巴尼亞空軍軍旗
- 阿爾巴尼亞警察（英语：Albanian Police）警旗

#### 克羅埃西亞
- 里耶卡市旗

#### 南斯拉夫

南斯拉夫国家元首旗帜
南斯拉夫政府首脑旗帜
南斯拉夫王国陆海军部长旗帜
南斯拉夫王国国防部长旗帜
南斯拉夫國防部長（英语：Ministry of Defence (Yugoslavia)）旗幟
南斯拉夫最高国防委员会旗帜
南斯拉夫军队总参谋长（英语：Chief of the General Staff (Yugoslavia)）旗帜
南斯拉夫皇家軍隊軍旗
南斯拉夫皇家軍隊海軍軍旗
南斯拉夫陆军（英语：Ground Forces of Serbia and Montenegro）军旗
塞尔维亚和黑山海军水手旗
南斯拉夫社会主义联邦共和国阿尔巴尼亚人旗帜

#### 其他

切尔尼戈夫州州旗
阿納姆市旗
纳尔登市旗
卡纳塔克邦邦旗
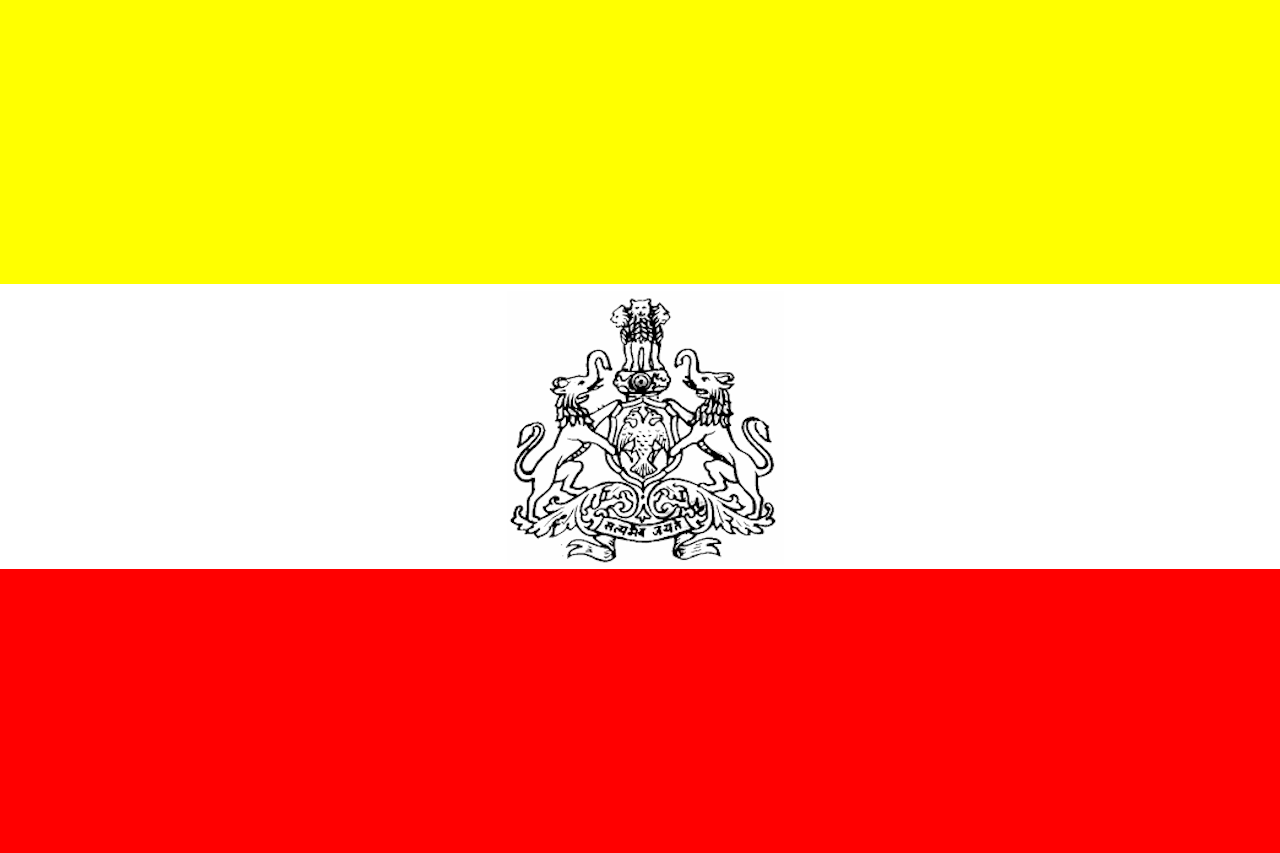
卡纳塔克邦邦旗（2018建议旗帜）

### 在曾經的國旗上

#### 俄罗斯
- 俄罗斯沙皇国
- 俄罗斯帝国
- 俄美公司

#### 蒙特內哥羅
- 蒙特內哥羅公國
- 蒙特內哥羅王國

#### 塞尔维亚
- 塞爾維亞王國政府旗
- 塞爾維亞救國政府
- 塞尔维亚克拉伊纳共和国
- 塞尔维亚共和國（其他版本）
- 塞爾維亞共和國
- 塞爾維亞伏伊伏丁那

#### 奧地利

奧地利聯邦國

#### 阿尔巴尼亚
- 阿爾巴尼亞公國
- 阿爾巴尼亞公國
- 阿爾巴尼亞公國
- 阿爾巴尼亞公國
- 阿爾巴尼亞共和國
- 阿爾巴尼亞王國
- 阿爾巴尼亞王國
- 阿爾巴尼亞王國
- 阿爾巴尼亞王國
- 阿爾巴尼亞王國
- 民主阿爾巴尼亞
- 阿爾巴尼亞人民共和國
- 阿爾巴尼亞社會主義人民共和國

#### 克羅埃西亞

東斯拉沃尼亞、巴蘭尼亞和西斯雷姆塞爾維亞人自治州

#### 南斯拉夫
- 南斯拉夫王国军舰旗

#### 其他国旗

卢甘斯克人民共和国国旗
顿涅茨克人民共和国国旗
顿涅茨克人民共和国国旗
哈爾科夫人民共和國國旗
敖德薩人民共和國國旗
北伊庇鲁斯自治共和国国旗

## 起源於赫梯
根據考古學家的研究，雙頭鷹的原型應為在土耳其古城加泰土丘，畫於公元前6000年左右的雙頭女子像壁畫。而現今發現最早的雙頭鷹像，出現一個在土耳其博阿茲柯伊附近出土，於公元前1750年或公元前1715年雕成的一個古赫梯帝國泥章上。在其他西臺遺址上，都可以找到較後年期的雙頭鷹圖案。但在公元前9世纪開始的赫梯後期的各個遺址中，至今都沒有發現雙頭鷹圖案的蹤影。

## 重現於土耳其
自西臺文明消失後2000年後，雙頭鷹重現於土耳其，分別在拜占庭帝國和塞尔柱烏古斯人的部落中。1058年，塞尔柱突厥人首領图赫里勒·贝格在摩蘇爾加冕為東方和西方之王後，隨即將雙頭鷹畫在自己的王家旗幟上。隨後塞尔柱突厥各部都把雙頭鷹畫在自己的部族標誌上。
普遍認為，突厥人使用雙頭鷹有兩種意義，鷹是表示自己佔有古羅馬帝國的領土，雙頭鷹則是他們傳承了古西臺的文化。
而作為突厥人後代的土耳其人，今日依然有用到雙頭鷹，現今土耳其警察部隊的徽章就有雙頭鷹的圖案。

## 自拜占庭傳播
在拜占庭日趨滅亡的過程中，歐洲兩個大國將雙頭鷹圖案引入自己的國徽，以顯示自己是古羅馬帝國的合法繼承者地位。一個是俄羅斯，莫斯科大公伊凡三世在1473年娶了拜占廷帝国的索非亚公主後，將雙頭鷹圖案放進俄羅斯國徽中，以示莫斯科是第三羅馬。而另外一個就是奧地利，哈布斯堡王室在君士坦丁堡陷落後，也把雙頭鷹便成王徽的主體，顯示自己是神聖羅馬帝國皇室的地位。清朝時，奧地利帝國或奧匈帝國因為國徽上的雙頭鷹被稱為「雙鷹國」。一些德意志地區的諸侯王室都引用了雙頭鷹標誌，顯示自己和哈布斯堡王室的親密關係。

## 其他領域的使用
蘇格蘭共濟會的徽章名為拉格什雙頭鷹(The Double-Headed Eagle of Lagash)，但其意義至今沒有官方解釋，因此又很多猜測。其中最著名一個解釋是出自著名的共濟會傳記作家曼利·P·霍爾之口，認為該雙頭鷹象徵人的性格是體內男性化與女性化元素調和的結果。
在希臘足球甲級聯賽中，有兩個以君士坦丁堡命名的足球俱樂部，AEK雅典和PAOK都使用了雙頭鷹作為會徽主體，以示這兩個俱樂部都是由1920年代，被土耳其驅逐回國的希臘裔人士創立的。

## 流行文化
而在战棋游戏战锤40000中，人类帝国也是採用雙頭鷹作為國徽。
在日本小說《銀河英雄傳說》裡，銀河帝國國徽是黑底白色雙頭鷹。

## 註解
1. ↑  英文中是指大型猛禽即鵰和鷲，實際上是小型鷹科猛禽及較大的隼科